# Svatá Dobroslava
Svatá Dobroslava, ve španělském prostředí svatá Eurosia či Orosia, (cca 864 – 880 Jaca) je patronkou španělského města Jaca.

## Život podle tradice o českém původu
Jejím otcem byl pravděpodobně český kníže Mojslav zmiňovaný fuldskými letopisy k roku 872. Brzy osiřela a byla vychovávána knížetem Bořivojem I. a svatou Ludmilou nejspíše na Levém Hradci.
V roce 880 požádal papež Jan VIII. svatého Metoděje během jeho třetí návštěvy v Římě, aby nalezl vhodnou nevěstu pro syna navarrského krále Fortuny I. Metoděj doporučil Dobroslavu. Svatba se uskutečnila v zastoupení. Po svatbě se svatební průvod vydal do Navarry. Průvod byl však v blízkosti španělského města Yebra de Basa přepaden Maury. Jejich velitel Aben Lupo požádal Dobroslavu, aby se stala jeho ženou, Dobroslava však odmítla. Byla pak mučena, byly jí uťaty končetiny a useknuta hlava. Poté se strhla bouře.

## Úcta
Její ostatky byly vyzvednuty v roce 882, tělo je uloženo v katedrále sv. Patra v městě Jaca, lebka v městě Yebra. Byla prohlášena za svatou, a stala se patronkou vinařů a ochránkyní před nepřízní počasí. Svatořečení bylo uznáno v roce 1902 papežem Lvem XIII. Jako světice je uctívána jak katolickou, tak pravoslavnou církví. Její svátek se ve Španělsku slaví 25. června. (V kalendáři českých a moravských katolických diecézí zapsán není a nikdy nebyl.)

## Galerie

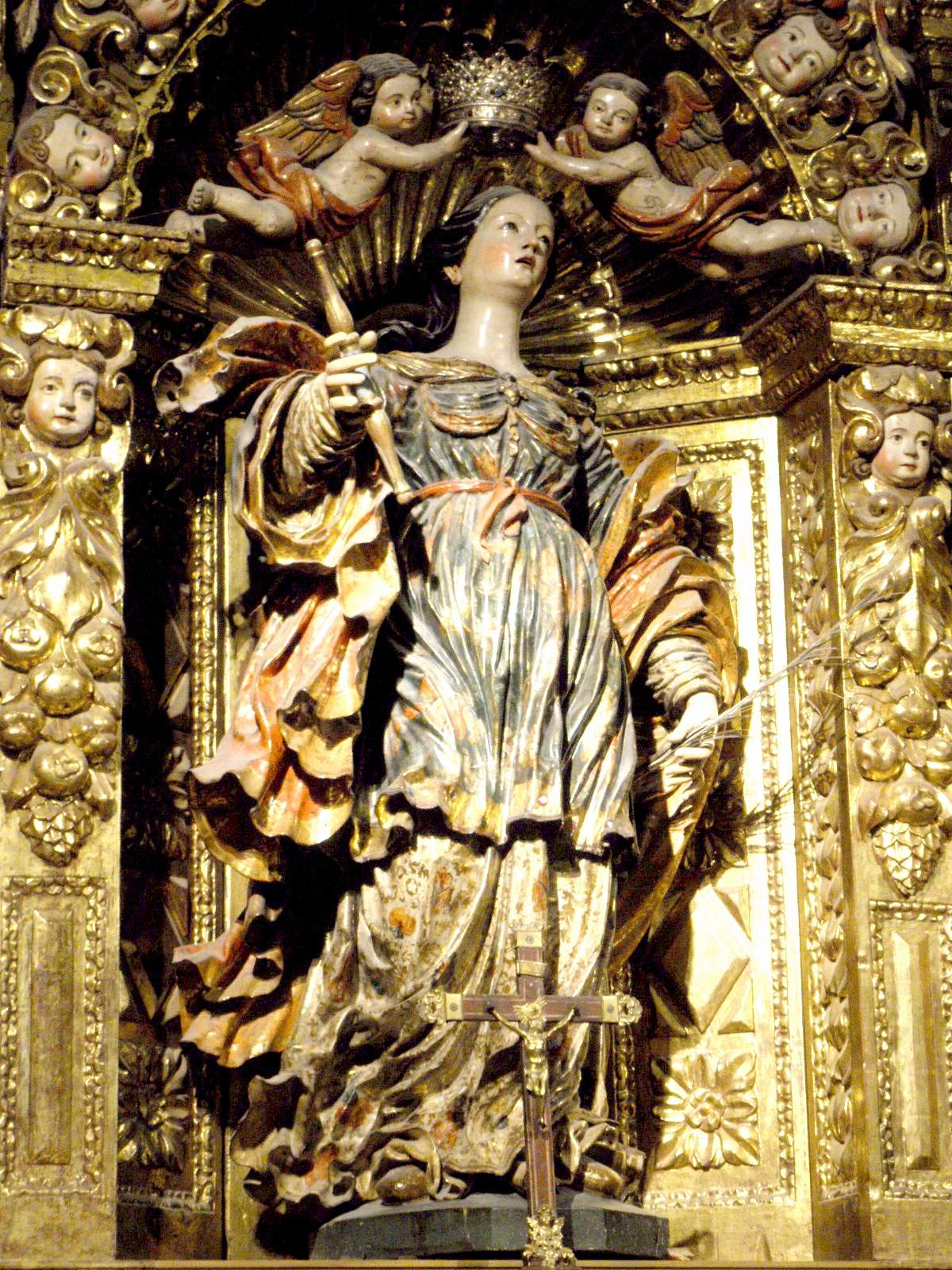
Kaple svaté Orosie v katedrále v Jace
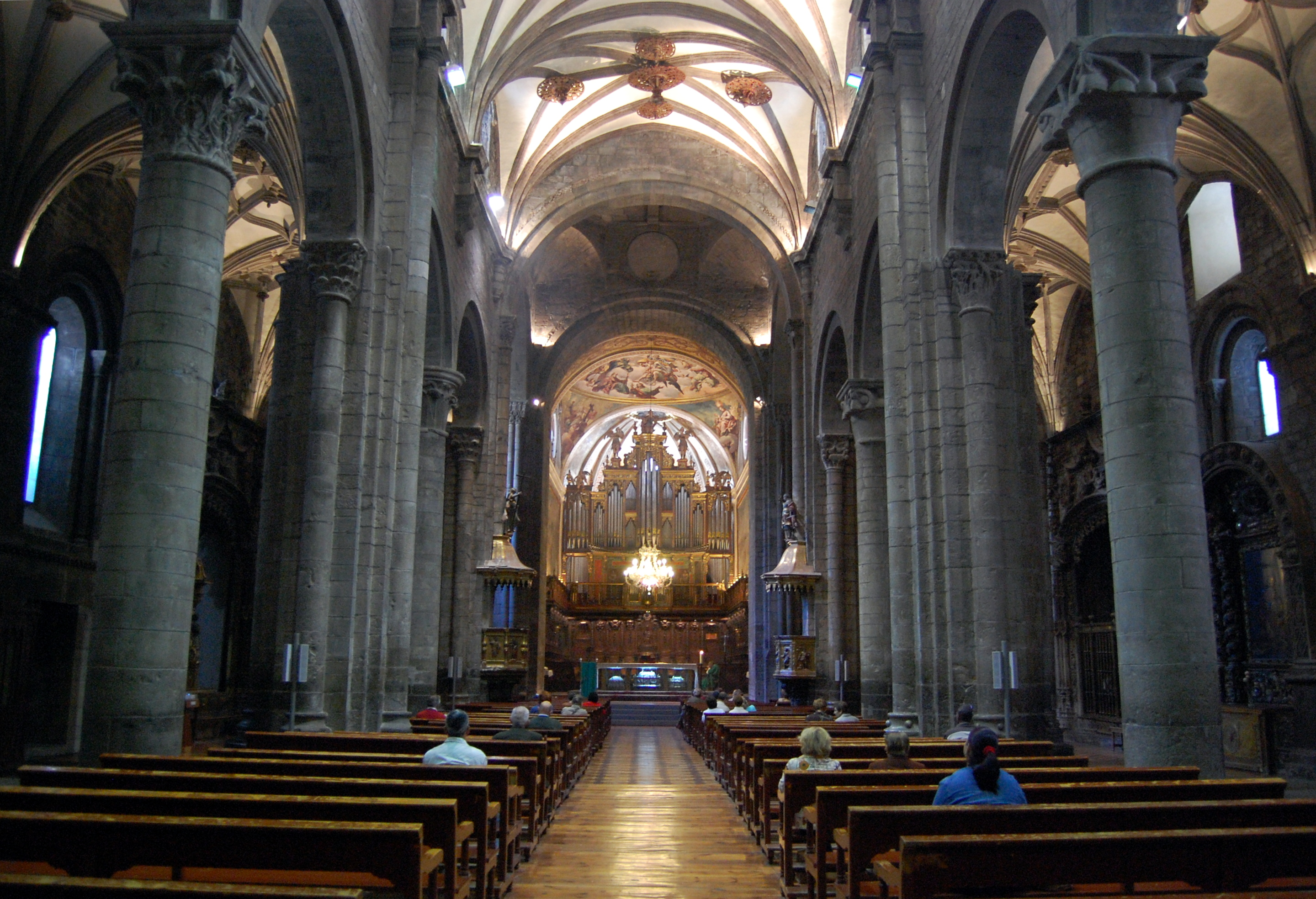
Interiér katedrály v Jace, kde na hlavním oltáři jsou uloženy ostatky svaté Orosie
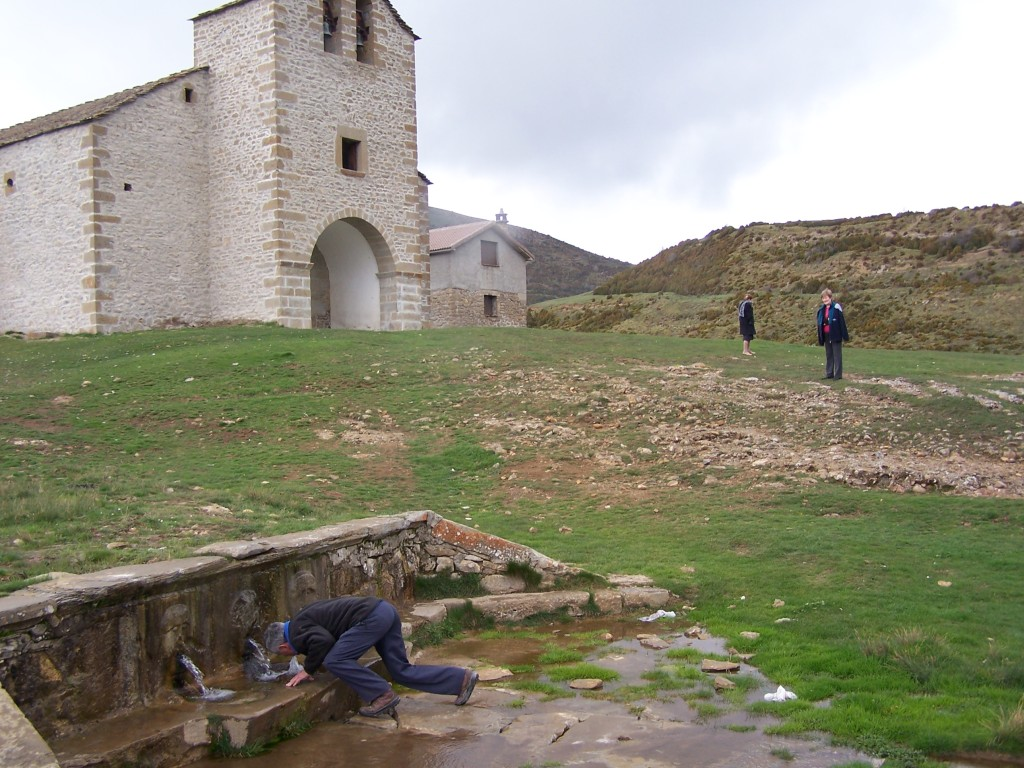
Chýše svaté Orosie ve městě Yebra de Basa, ve které je uložena její lebka
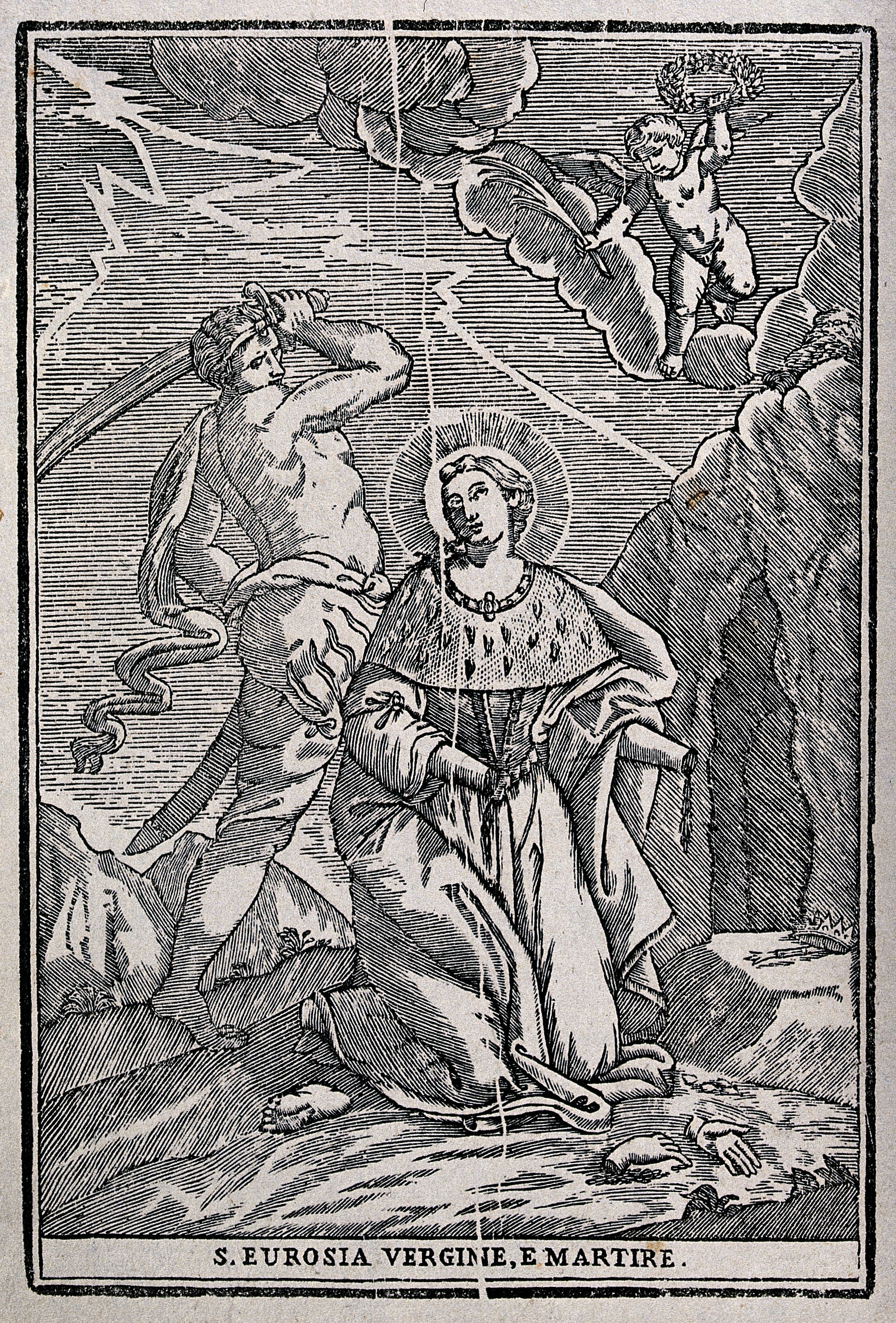
Utrpení svaté Orosie, dřevoryt
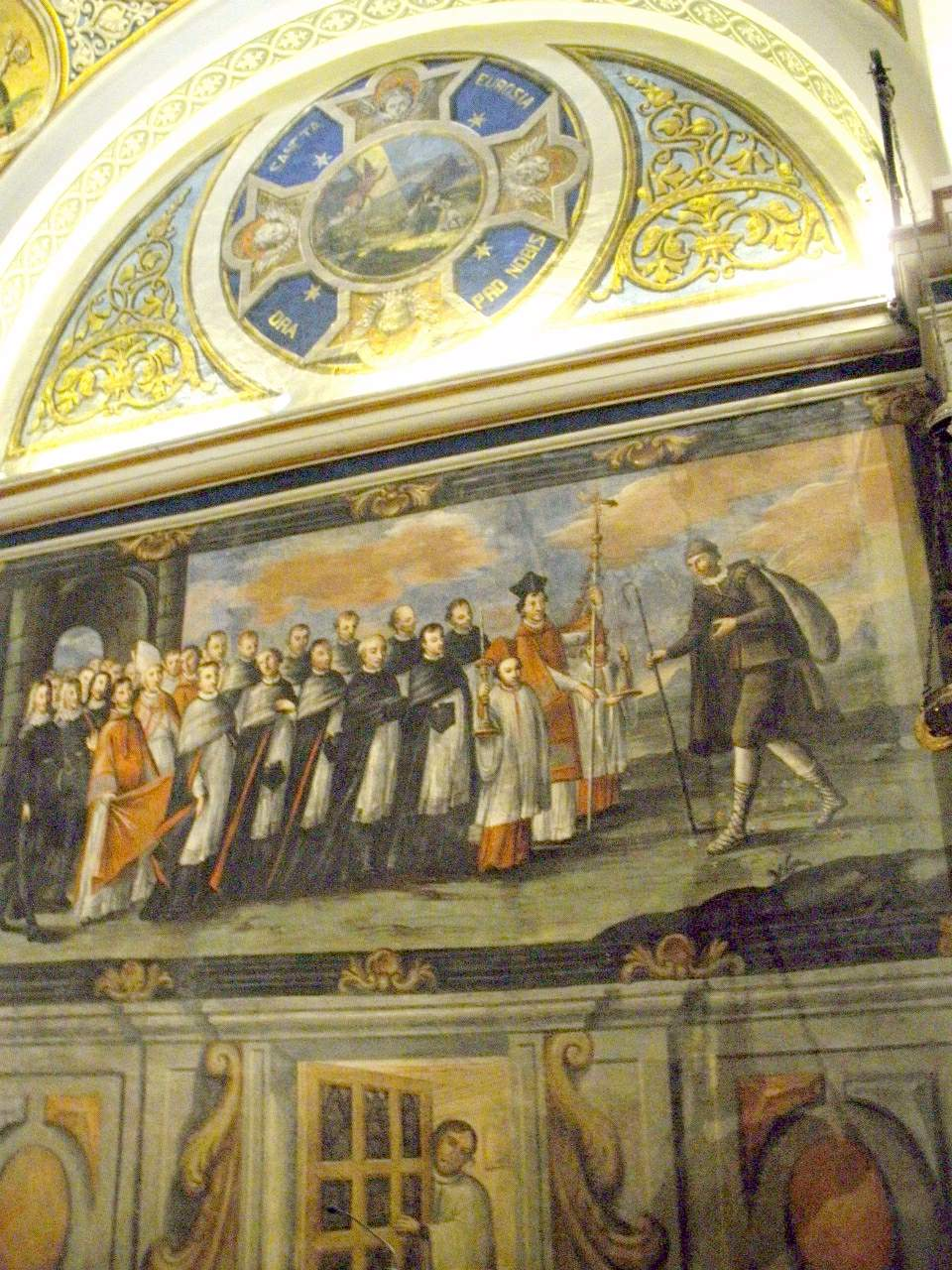
Pastýř Guillén věnuje ostatky svaté Orosie kapitule katedrály v Jace (kaple světice tamtéž)
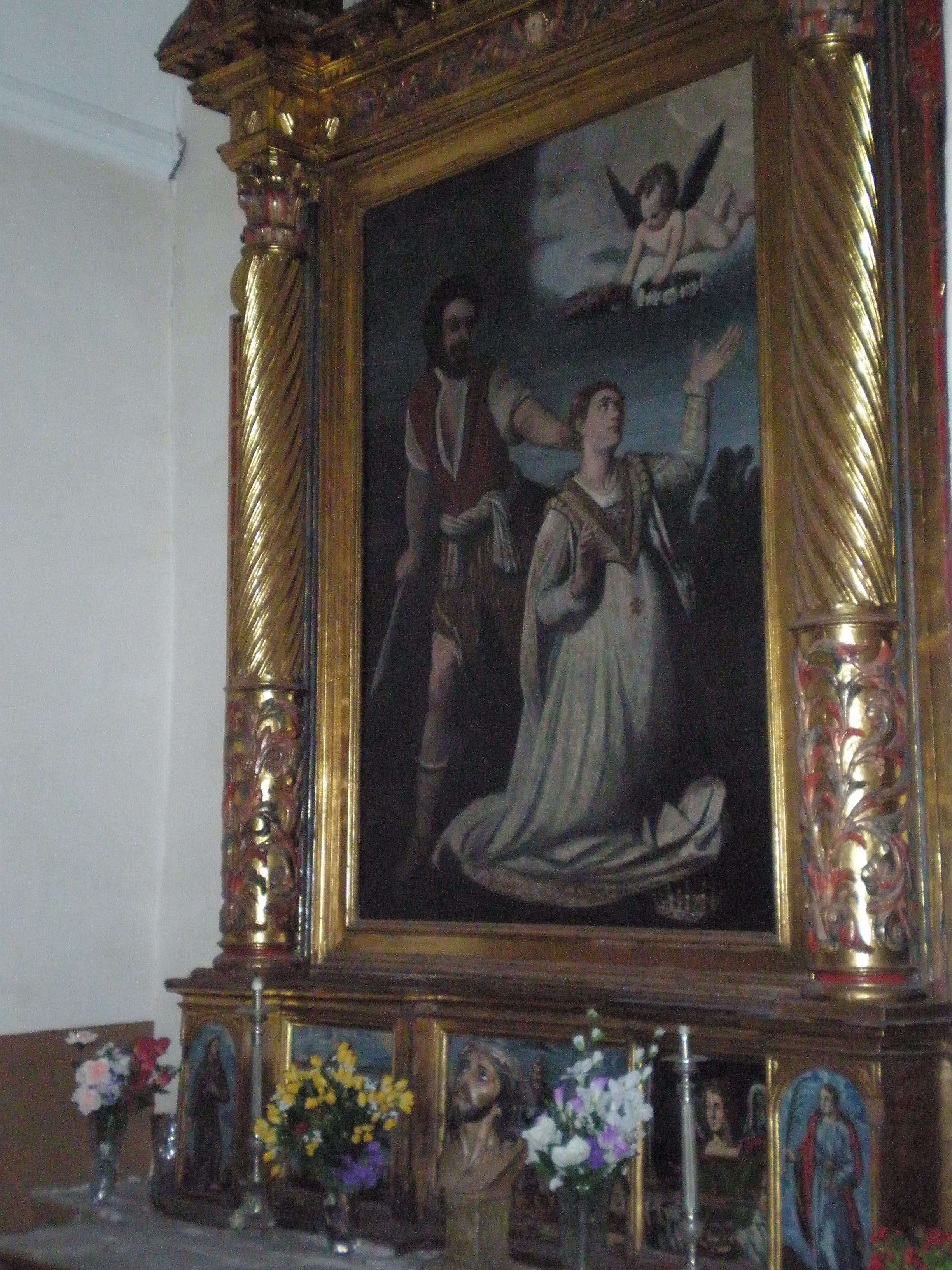
Obraz Utrpení svaté Orosie ve vesnici Villanúa, Aragonie
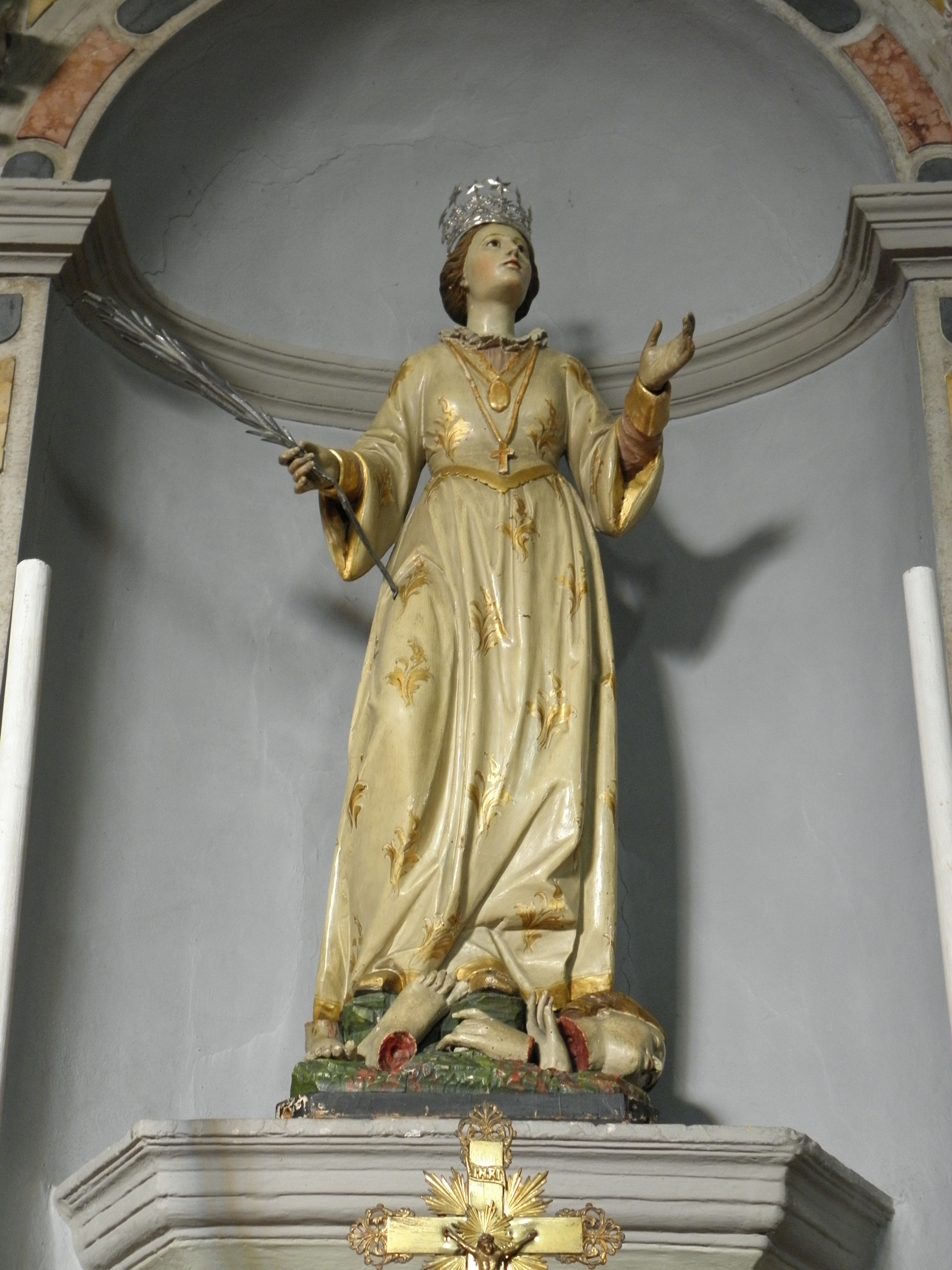
Socha svaté Orosie v kostele svatého Jakuba v Bellombře, Itálie
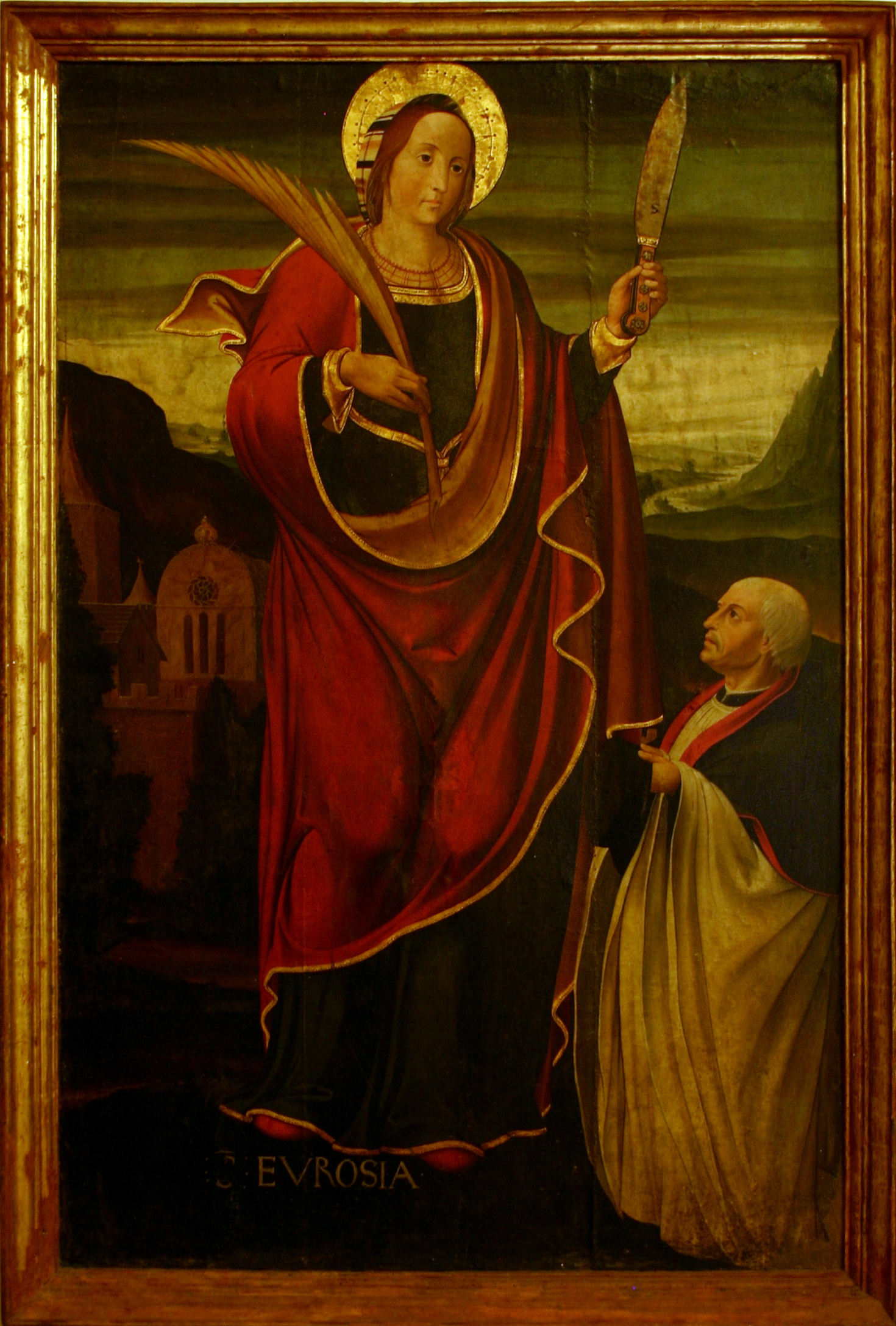
Obraz svaté Orosie v diecézním muzeu katedrály v Tarragoně